# Justin Van Cleemputte
Justin Auguste Van Cleemputte, né le 23 juillet 1842 et décédé le 9 janvier 1926   est homme politique belge flamand, membre du parti catholique.
Il fut docteur en droit (KUL,1864). Il fut avocat à la Cour d'Appel de Gand (1864-1926) et bâtonnier de l'Ordre des avocats de la Cour d'Appel de Gand (1890-91 et 1906-08)), puis vice-président de la Fédération des Avocats belges (1891).

Il fut membre de la commission des Statistiques de Flandre orientale (1887-1894), cofondateur et vice-président du Haut Conseil du Travail (1892-1926), membre de la commission d'enquête sur la question du droit privé international (1899-1926) et président de la Commission accidents du travail (1903-1926) et de la Commission de la législation agricole; président d'honneur de la Federation des Mutualités de Flandre Orientale.

## Carrière politique
- 1886-1900: député de l'arrondissement de Gand;
- 1900-1919: député de l'arrondissement de Gand-Eeklo.

## Généalogie
- Il épousa en 1877 Louise-Marie van Ackere, veuve Joseph Libbrecht (1839-1915).
  - Ils eurent 2 enfants: Cécile (1878-?), Michel (1880-1931).

## Distinction
- Grand-croix de l'ordre de la Couronne en 1919.

## Sources
- Bio sur ODIS